# سنجاب کوتوله
سنجاب کوتوله (نام علمی: Microsciurus) نام یک سرده از تیره سنجاب است.

## گونه‌ها
- سنجاب کوتوله آمریکای مرکزی, Microsciurus alfari
- سنجاب کوتوله آمازون, Microsciurus flaviventer
- سنجاب کوتوله غربی, Microsciurus mimulus
- سنجاب کوتوله سانتاندر, Microsciurus santanderensis